# Archidiecezja katowicka
Archidiecezja katowicka (łac. Archidioecesis Katovicensis) – jedna z 14 archidiecezji obrządku łacińskiego w Kościele katolickim w Polsce. Ustanowiona diecezją 28 października 1925 roku przez papieża Piusa XI bullą „Vixdum Poloniae unitas”. Podniesiona do rangi archidiecezji 25 marca 1992 roku przez papieża Jana Pawła II bullą „Totus Tuus Poloniae populus”. Tworzy metropolię katowicką wraz z sufraganiami: diecezją gliwicką i diecezją opolską.

## Historia
Po podziale Górnego Śląska w 1922 r. wraz z ustanowieniem w 1922 r. Administracji Apostolskiej dla Śląska Polskiego w jej granicach znalazły się górnośląskie dekanaty oddzielone od diecezji wrocławskiej: dębieński, królewskohucki, lubliniecki, mikołowski, mysłowicki, pogrzebieński, pszczyński, tarnogórski, rudzki, wodzisławski, żorski. W 1923 r. ks. August Hlond utworzył dwa kolejne dekanaty: katowicki i piekarski.
W dniu 28 października 1925 r. diecezja katowicka została ustanowiona przez papieża Piusa XI bullą Vixdum Poloniae unitas i weszła jako sufragania w skład metropolii krakowskiej. Złożyły się na nią dwie niejednolicie geograficznie i historycznie ukształtowane części, składowe diecezji wrocławskiej. Pierwsza, to dawny obszar Wikariatu Cieszyńskiego (do końca I wojny światowej część Śląska Austriackiego), a druga to wschodnia część pruskiego Górnego Śląska (dekanaty odłączone w 1922 r. z diecezji wrocławskiej). Granice powołanej do życia diecezji, liczącej 4225 km² pokrywały się z granicami województwa śląskiego.
W 1938 ordynariuszowi katowickiemu przekazano pod zarząd fragment diecezji wrocławskiej, leżący w granicach Czechosłowacji, tzw. Zaolzie, obejmujące 29 parafii: 9 z dekanatu Jabłonków (Czeski Cieszyn, Łomna Górna, Jabłonków, Końska, Mosty, Ropica, Trzycież, Trzyniec, Wędrynia), 9 z frysztackiego (Bogumin (Stary), Dziećmorowice, Dąbrowa, Frysztat, Łąki, Lutynia Niemiecka, Nowy Bogumin, Piotrowice, Rychwałd), 7 z karwińskiego (Błędowice, Sucha Górna, Karwina, Orłowa, Sucha Średnia, Stonawa, Cierlicko), 1 ze śląskoostrawskiego (Pietwałd) i 3 z frydeckiego (Dobracice, Domasłowice, Gnojnik). 13 stycznia 1939 roku biskup katowicki przejął zarząd nad skrawkiem diecezji nitrzańskiej w okręgu Czadeckim, obejmującym 2 parafie: Czarne i Skalite. 1 stycznia 1940 roku Zaolzie powróciło pod jurysdykcję biskupa wrocławskiego.
W końcu ustanowiona archidiecezją 25 marca 1992 roku przez papieża Jana Pawła II bullą Totus Tuus Poloniae Populus (dokonał on reorganizacji istniejących diecezji i prowincji kościelnych, której efektem było powstanie kolejnych 9 prowincji kościelnych).
Z liczebnie dużej diecezji katowickiej 13 dekanatów weszło w skład nowo utworzonej diecezji gliwickiej (powierzchnia – ok. 800 km², katolicy – ok. 200000, parafie – 48, co stanowi 1/4 obszaru diecezji). Dalsze 8 dekanatów weszło w skład nowo utworzonej diecezji bielsko-żywieckiej (powierzchnia – ok. 1000 km², katolicy – 350000, parafie – 84 co stanowi ok. 1/4 dotychczasowego obszaru diecezji katowickiej).
W lutym 2020 premier Mateusz Morawiecki, przedstawiciele województwa śląskiego, miasta Katowice i abp Wiktor Skworc podpisali umowę w sprawie sfinansowania budowy w archikatedrze w Katowicach tzw. Panteonu Górnośląskiego. Wkład finansowy ze środków publicznych wyniesie minimum 46 mln złotych. Strona kościelna ma wnieść 3 mln zł.

### Archidiecezja w liczbach
- 1921 – po plebiscycie część księży została po stronie niemieckiej, część zaś przeniosła się na stronę polską obawiając się prześladowań
- 1922 – administrator apostolski ks. August Hlond przyjął do pracy grupę księży z innych diecezji, w tym kilku spoza granic Polski. Wszyscy posiadali wyższe wykształcenie teologiczne. W okresie międzywojennym otrzymywali wykształcenie na Wydziale Teologicznym Uniwersytetu Jagiellońskiego. Na jednego księdza przypadało 3385 katolików
- 1925 – katolicy – ok. 915.000, dekanaty – 18, parafie i stacje duszpasterskie – 179
- duchowieństwo nowo powstającej diecezji rekrutowało się z kleru wrocławskiego, wychowanego i wykształconego w seminariach duchownych we Wrocławiu i Widnawie (ok. 300 księży, pośród nich 64 uważało się za Niemców, 4 posiadało obywatelstwo niemieckie)
- 1925–1935 – katolicy – wzrost o ok. 400.000 (mimo wyjazdu ok. 70 tys. Niemców)
- 1932 – kościoły parafialne – 188 (w tym kościoły tymczasowe – 13, kościoły prywatne – 2, kościół zakonny – 1, kościoły filialne – 20, kaplice z możliwością odprawiania nabożeństw – 133, inne ośrodki kultu – 19)
- 1933 – katolicy – 1195395 (w tym katolicy niemieccy – 149.153, tj. 12.4%), jak wynika z oficjalnych statystyk państwowych, na polskim Śląsku na początku lat trzydziestych żyło ok. 100.000 ludzi używających języka niemieckiego
- 1938 – katolicy – 1.305.000, grekokatolicy – 111, prawosławni – 53, ewangelicy – 67685, żydzi – 19124, innowiercy – 1401, ateiści – 399
- 1939 – w przeddzień wybuchu II wojny światowej księża – 489. Wybuch wojny zastał przy życiu 72 księży – działaczy plebiscytowych i powstańczych, z których 41 było represjonowanych, wielu przeniosło się dobrowolnie lub przymusowo do Generalnego Gubernatorstwa. Łącznie księża dotknięci różnymi represjami – 157 (45 księży i kleryków zginęło w obozach koncentracyjnych, 5 w więzieniach, 2 w czasie działań wojennych, 5 rozstrzelano, 7 zmarło jako ofiary wojny, 26 przeżyło obozy, 15 czasowo przebywało w obozach, 50 czasowo przebywało w więzieniach, 34 otrzymało zakaz urzędowania, 33 wysiedlono do GG, 12 uciekło za granicę w obawie przed prześladowaniami)
- od poł. 1940 r. na Górny Śląsk sprowadzano ludność niemiecką z Besarabii i Bukowiny, wyznania protestanckiego i katolickiego (w czasie okupacji, z Kościoła katolickiego wystąpiło ok. 4000 wiernych, tj. 0.4%) tworzącą m.in. kadrę urzędniczą powstającej wówczas administracji okupacyjnej
- podczas okupacji ok. 150 kościołów i kaplic ucierpiało w mniejszym lub większym stopniu
- po okupacji katolicy – 1250000, z tego 80% deklarowało się jako Polacy, a 20% jako Niemcy
- 1986 – katolicy – 2.357.000
- 1988 (diecezja katowicka) – katolicy – 2.5 mln, dekanaty – 42, parafie – 398
- 2017 katolicy – 1.386.000, dekanaty – 34, parafie – 322[3]

W 2021 w 322 parafiach (w tym 13 zakonnych) pracowało 704 księży, ponadto w seminarium uczyło się 49 kleryków. Udzielono 17.470 chrztów (w 2020 r. 17.980), 9000 I komunii (w 2020 10.000), 6000 bierzmowań (8000 w 2020) i 5040 ślubów (wobec 6035 w 2020). W niedzielnej mszy uczestniczy 24,4% wiernych, 13,4% przystępuje do komunii, a 84,8% uczęszcza na lekcje religii.
| rok  | ludność    | ludność     | ludność | kapłani | kapłani     | kapłani | kapłani                 | diakoni stali | zakonnicy | zakonnicy | parafie |
| rok  | ochrzczeni | mieszkańców | %       | liczba  | diecezjalni | zakonni | ochrzczonych na kapłana | diakoni stali | mężczyzn  | kobiet    | parafie |
| ---- | ---------- | ----------- | ------- | ------- | ----------- | ------- | ----------------------- | ------------- | --------- | --------- | ------- |
| 1950 | 1260 tys.  | 1282 tys.   | 98,3    | 506     | 459         | 47      | 2490                    |               | 62        | 1806      | 233     |
| 1970 | 1600 tys.  | 1700 tys.   | 94,1    | 858     | 719         | 139     | 1864                    |               | 186       | 1753      | 261     |
| 1980 | 2036 tys.  | 2200 tys.   | 92,5    | 919     | 803         | 116     | 2215                    |               | 222       | 1499      | 348     |
| 1990 | 2261 tys.  | 2373 tys.   | 95,3    | 1,136   | 979         | 157     | 1990                    |               | 292       | 1390      | 425     |
| 1999 | 1700 tys.  | 1750 tys.   | 97,1    | 1008    | 882         | 126     | 1686                    |               | 213       | 922       | 310     |
| 2000 | 1650 tys.  | 1700 tys.   | 97,1    | 1018    | 894         | 124     | 1620                    |               | 202       | 914       | 311     |
| 2001 | 1650 tys.  | 1700 tys.   | 97,1    | 1035    | 908         | 127     | 1594                    |               | 222       | 887       | 312     |
| 2002 | 1735 tys.  | 1785 tys.   | 97,2    | 1053    | 920         | 133     | 1647                    |               | 212       | 977       | 313     |
| 2003 | 1670 tys.  | 1719 tys.   | 97,1    | 1052    | 922         | 130     | 1587                    |               | 203       | 883       | 313     |
| 2004 | 1660 tys.  | 1712 tys.   | 97,0    | 1061    | 930         | 131     | 1564                    |               | 199       | 879       | 313     |
| 2006 | 1640 tys.  | 1685 tys.   | 97,3    | 1071    | 946         | 125     | 1531                    |               | 180       | 843       | 314     |
| 2011 | 1453 tys.  | 1495 tys.   | 97,2    | 1073    | 937         | 136     | 1355                    |               |           | 820       | 317     |
| 2017 | 1386 tys.  | 1459 tys.   |         | 1174    | 1065        | 109     |                         |               |           | 815       | 322     |
| 2021 | 1390 tys.  | 1461 tys.   | 95,1    | 1066    | 938         | 128     | 1303                    | 5             | 193       | 830       | 322     |

## Biskupi

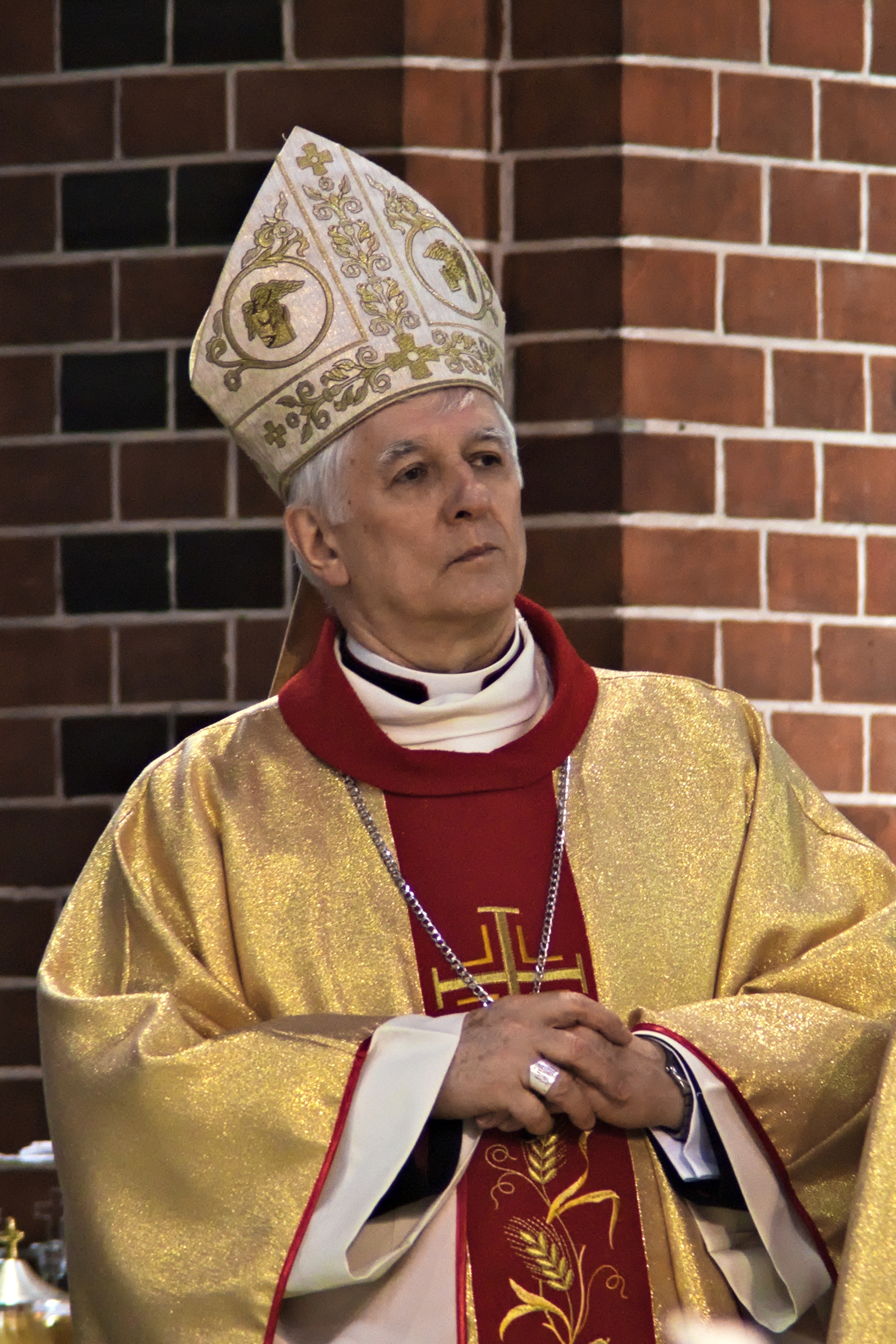
Marek Szkudło – administrator diecezji

### Biskupi pomocniczy
- bp Marek Szkudło (wikariusz generalny) – od 2015, administrator diecezji od 2024
- bp Adam Wodarczyk (wikariusz generalny) – od 2015
- bp Grzegorz Olszowski (wikariusz generalny) – od 2018

### Biskupi seniorzy
- abp Damian Zimoń – biskup diecezjalny katowicki w latach 1985–2011 (metropolita katowicki w latach 1992–2011), senior od 2011
- abp Wiktor Skworc – metropolita katowicki w latach 2011–2023, senior od 2023

## Patroni

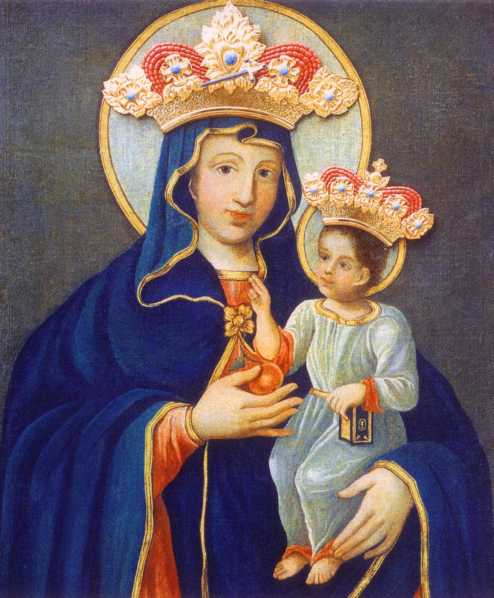
Obraz Matki Boskiej Piekarskiej, patronki archidiecezji

- Matka Boża Piekarska Matka Sprawiedliwości i Miłości Społecznej – główna patronka
- św. Jacek Odrowąż OP – główny patron
- św. Barbara – współpatronka
- św. Florian – współpatron

## Błogosławieni i męczennicy
- Józef Czempiel – błogosławiony i męczennik Kościoła katolickiego, proboszcz z Chorzowa Batorego. Zamordowany w obozie koncentracyjnym KL Dachau
- Paweł Ambroży Barański CSSp – Sługa Boży, duchacz. Zamordowany w obozie koncentracyjnym KL Dachau, oczekuje na beatyfikację w procesie II grupy polskich męczenników z okresu II wojny światowej
- August Froehlich – proboszcz z Rathenow, przeciwnik nazizmu, który m.in. za obronę polskich robotników przymusowych został zamęczony w obozie koncentracyjnym KL Dachau
- Karol Golda SDB – Sługa Boży, salezjanin. Zamordowany w niemieckim obozie koncentracyjnym KL Auschwitz, oczekuje na beatyfikację w procesie II grupy polskich męczenników z okresu II wojny światowej
- Franciszek Harazim SDB – Sługa Boży, salezjanin. Zamordowany w obozie koncentracyjnym KL Auschwitz, oczekuje na beatyfikację w procesie II grupy polskich męczenników z okresu II wojny światowej
- Euzebiusz Huchracki OFM – Sługa Boży, franciszkanin. Zamordowany w obozie KL Dachau, oczekuje na beatyfikację w procesie II grupy polskich męczenników z okresu II wojny światowej
- Józef Huwer SVD – Sługa Boży, werbista. Zamęczony w obozie koncentracyjnym KL Buchenwald, oczekuje na beatyfikację w procesie II grupy polskich męczenników z okresu II wojny światowej
- Norbert Kompalla CM – Sługa Boży, lazarysta. Zamordowany w obozie KL Dachau, oczekuje na beatyfikację w procesie II grupy polskich męczenników z okresu II wojny światowej
- Antoni Korczok – ksiądz, społeczny działacz i historyk Kościoła
- Stanisław Kubista SVD – błogosławiony i męczennik Kościoła katolickiego, werbista. Zamordowany w obozie koncentracyjnym KL Sachsenhausen
- Jan Macha – ksiądz, błogosławiony Kościoła katolickiego, męczennik za CARITAS, zgilotynowany przez Gestapo w 1942 r. w więzieniu na ul. Mikołowskiej w Katowicach. Beatyfikowany 20 listopada 2021 r.
- Michael von Matuschka – Sługa Boży, hrabia, polityk, urzędnik państwowy, przeciwnik nazizmu, zamordowany w więzieniu Berlin-Plötzensee za udział w zamachu na życie Adolfa Hitlera
- Franciszek Miśka SDB – Sługa Boży, salezjanin. Zamordowany w KL Dachau, oczekuje na beatyfikację w procesie II grupy polskich męczenników z okresu II wojny światowej
- Ludwik Mzyk SVD – błogosławiony i męczennik Kościoła katolickiego, werbista. Zamordowany w obozie koncentracyjnym KL Posen.
- Adolf Pojda – proboszcz parafii św. Ottona w Słupsku, został zamęczony w niemieckim obozie koncentracyjnym KL Dachau
- Emil Szramek – błogosławiony i męczennik Kościoła katolickiego. Zamordowany w obozie koncentracyjnym KL Dachau
- Józef Słupina CM – Sługa Boży, lazarysta. Zamordowany w obozie koncentracyjnym KL Auschwitz, oczekuje na beatyfikację w procesie II grupy polskich męczenników z okresu II wojny światowej
- Jan Świerc SDB – Sługa Boży, salezjanin. Zamordowany w obozie koncentracyjnym KL Auschwitz, oczekuje na beatyfikację w procesie II grupy polskich męczenników z okresu II wojny światowej
- Fabian Waculik OFM – kapelan WP, zginął od kuli niemieckiego snajpera, gdy udzielał pomocy rannemu. Pośmiertnie odznaczony orderem Virtuti Militari
- Jan Wagner CM – Sługa Boży, lazarysta. Rozstrzelany przez nazistów w zbiorowej egzekucji pod Bydgoszczą, oczekuje na beatyfikację w procesie II grupy polskich męczenników z okresu II wojny światowej
- Ludwik Wrodarczyk OMI – Sługa Boży i Sprawiedliwy wśród Narodów Świata, zamordowany przez ukraińskich nacjonalistów

## Świątynie

### Świątynia główna
- Archikatedra Chrystusa Króla w Katowicach
- W latach 1925–1955 kościołem katedralnym diecezji katowickiej był kościół św. Piotra i Pawła[6]

### Bazyliki
Na terenie archidiecezji znajduje się sześć bazylik mniejszych:
- Bazylika Najświętszej Marii Panny i św. Bartłomieja w Piekarach Śląskich (od 1962)
- Bazylika św. Ludwika Króla i Wniebowzięcia Najświętszej Maryi Panny w Katowicach Panewnikach (od 1974)
- Bazylika św. Antoniego w Rybniku (od 1993)
- Bazylika Narodzenia Najświętszej Maryi Panny w Pszowie (od 1997)
- Bazylika św. Wojciecha w Mikołowie (od 2008)
- Bazylika św. Szczepana w Katowicach Bogucicach (od 2015)

### Sanktuaria[7]
- Sanktuarium Matki Sprawiedliwości i Miłości Społecznej w Piekarach Śląskich (od 1659)
- Sanktuarium Matki Bożej Fatimskiej w Turzy Śląskiej (od 1997)
- Sanktuarium Matki Bożej Opiekunki Środowiska Naturalnego w Mikołowie-Bujakowie(od 2000)
- Sanktuarium św. Floriana w Chorzowie (od 2001)
- Sanktuarium Matki Bożej Uśmiechniętej w Pszowie (od 2002)
- Sanktuarium Matki Bożej Boguckiej w Katowicach-Bogucicach (od 2002)
- Sanktuarium Najświętszego Sakramentu w Jankowicach Rybnickich (od 2002)
- Sanktuarium św. Teresy od Dzieciątka Jezus w Rybniku (od 2005)
- Sanktuarium Matki Bożej z Lourdes w Rudzie Śląskiej-Kochłowicach (od 2008)
- Sanktuarium św. Józefa w Rudzie Śląskiej (od 2010)
- Sanktuarium Opatrzności Bożej w Jastrzębiu-Zdroju (od 2012)
- Sanktuarium św. Walentego w Bieruniu Starym (od 2015)

## Instytucje diecezjalne

### Wyższe Śląskie Seminarium Duchowne

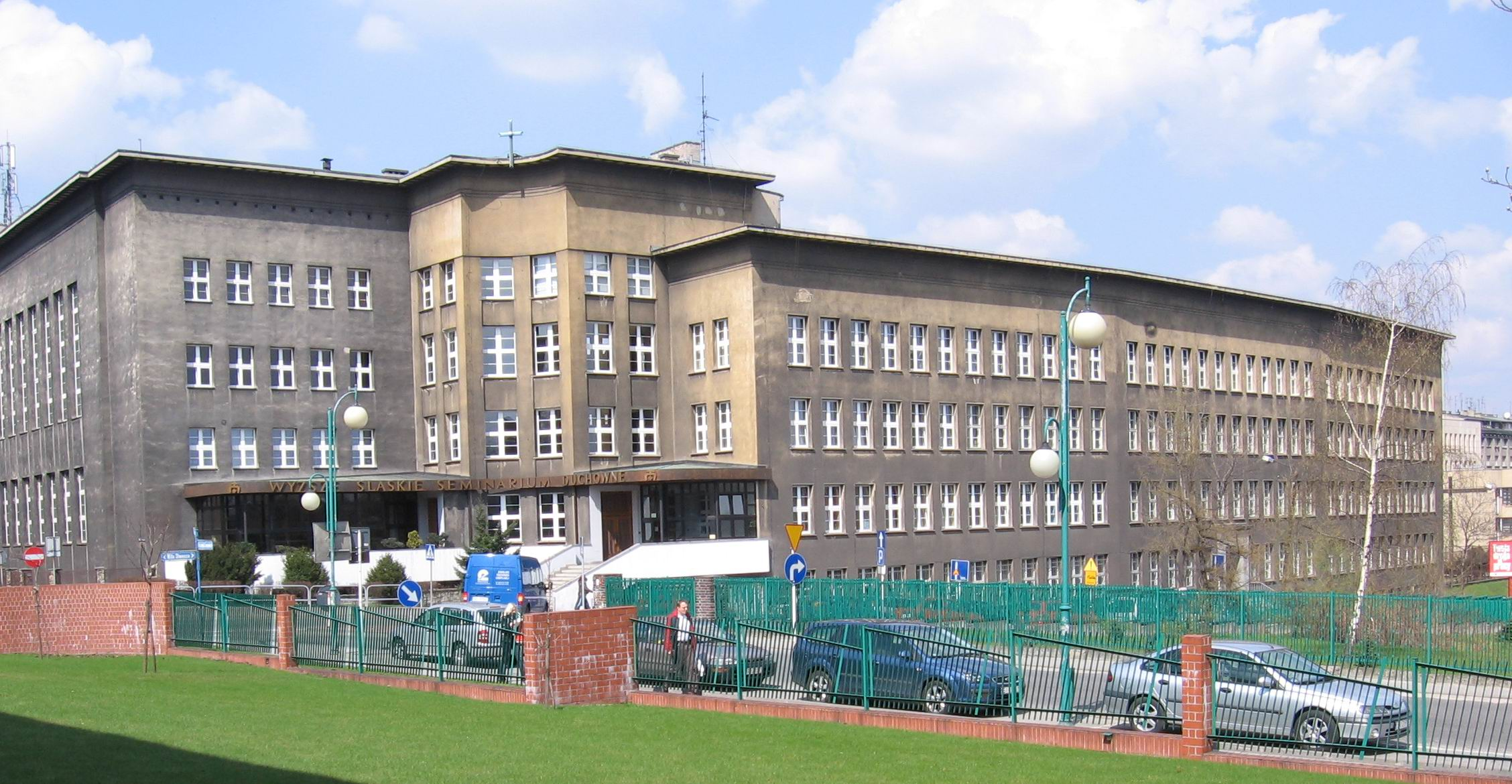
WŚSD w Katowicach

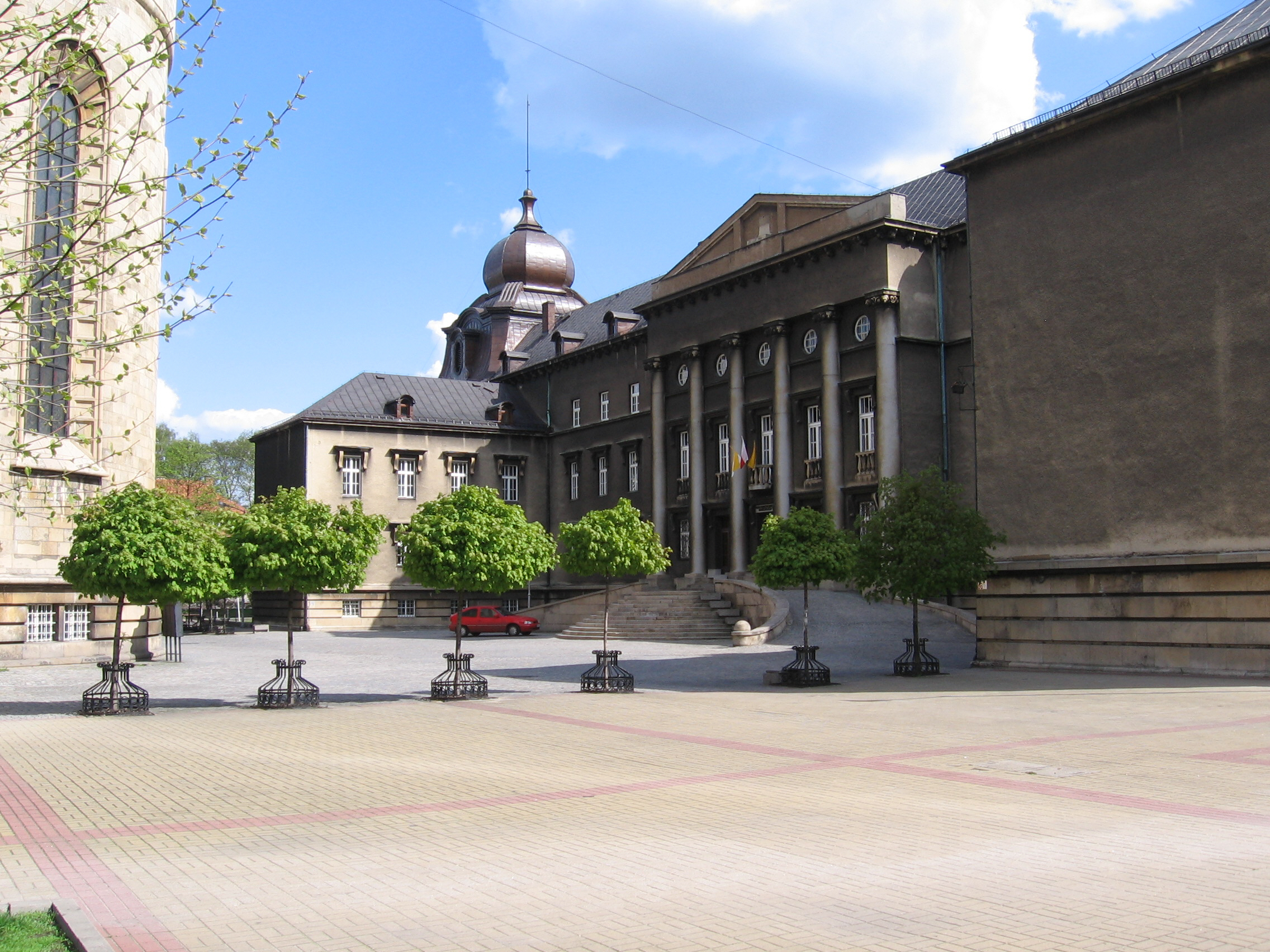
Kuria Metropolitalna w Katowicach

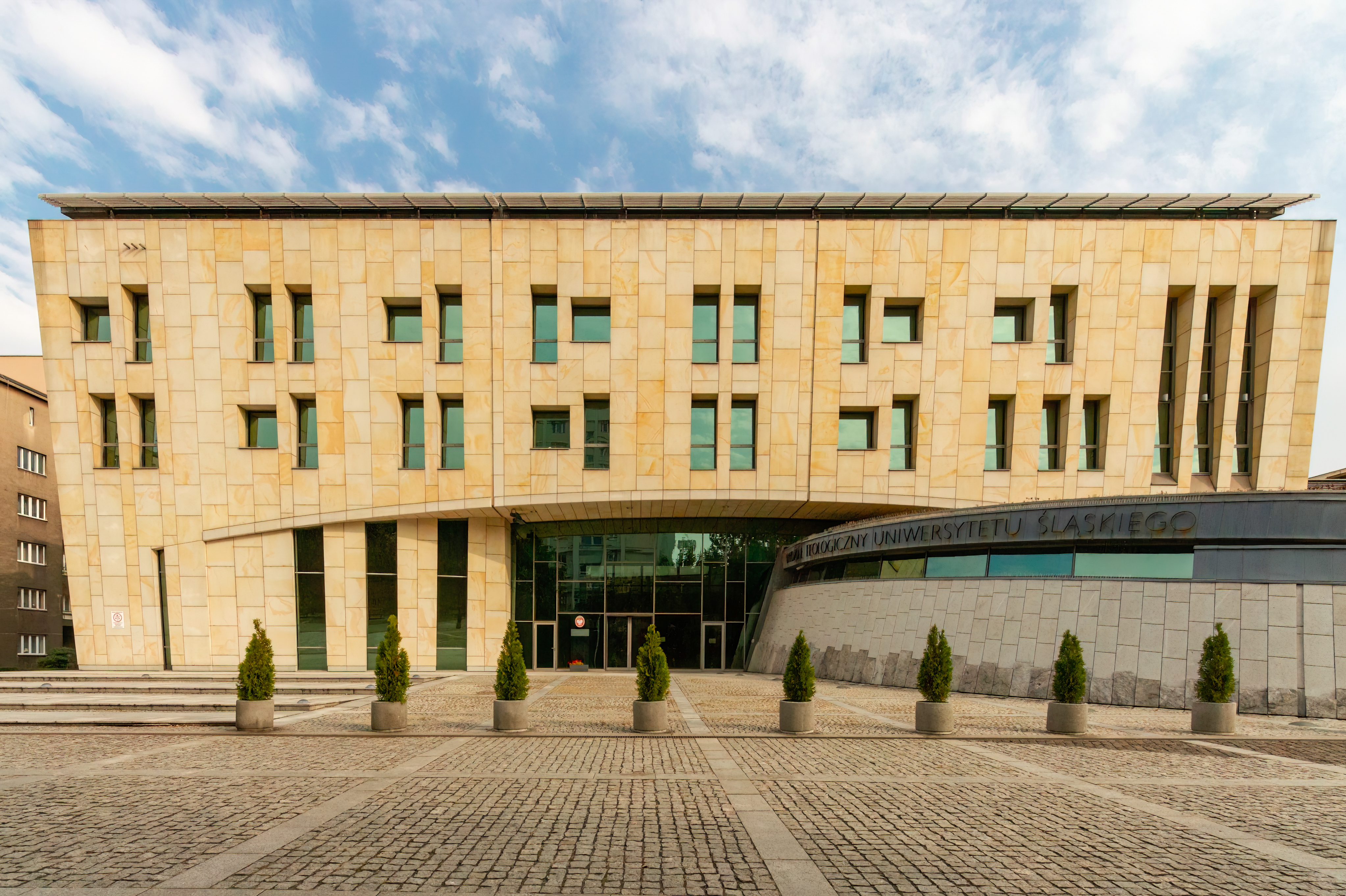
Wydział Teologiczny UŚ w Katowicach

W 1980 przeniesiono siedzibę Wyższego Śląskiego Seminarium Duchownego z Krakowa do Katowic. W 1989 w seminarium studia teologiczne w ramach studium domesticum odbywało 294 alumnów. Obecnie wszyscy kandydaci do kapłaństwa kształcą się na Wydziale Teologicznym Uniwersytetu Śląskiego w Katowicach. Od 2023 rektorem seminarium jest ks. dr Krzysztof Matuszewski.

### Kuria Metropolitalna w Katowicach
- Kanclerz – ks. dr Tomasz Wojtal
  - Dyrektor Wydziału Katechetycznego – ks. Roman Buchta
  - Dyrektor Wydziału Duszpasterstwa – ks. Jarosław Ogrodniczak[8]
  - Dyrektor Wydziału Duszpasterstwa Rodzin – ks. Kazimierz Musioł
  - Dyrektor Wydziału ds. Misji - bp Grzegorz Olszowski
  - Notariusze – ks. Szymon Melerowicz, ks. Tomasz Antczak[9]
  - Ekonom Archidiecezji Katowickiej – ks. Damian Suszka
  - Delegat ds. Ochrony Dzieci i Młodzieży – ks. Łukasz Nocoń[10]
- Caritas Archidiecezji Katowickiej – dyrektor ks. Marek Konsek[11]
- Dom Księży Emerytów św. Józefa – dyrektor ks. Grzegorz Krzyk
- Egzorcyści diecezjalni – ks. Dariusz Borowiec, ks. Andrzej Chorzępa, ks. Bogdan Kuczyński[12]
- Muzeum Archidiecezjalne – dyrektor ks. Przemysław Malinowski
- Archiwum Archidiecezjalne – dyrektor Wojciech Schaffer
- Radio eM – redaktor naczelny ks. Rafał Skitek
- Gość Niedzielny – redaktor naczelny ks. Adam Pawlaszczyk
- Księgarnia św. Jacka – dyrektor dk. Tadeusz Cieślik
- Archidiecezjalny Dom Rekolekcyjny – dyrektor ks. Adam Zgodzaj
- Gospodarstwo Rolne Archidiecezji – dyrektor ks. Adam Zgodzaj

### Sąd Metropolitalny w Katowicach
- Oficjał (Wikariusz sądowy) – ks. Andrzej Kumor
- Wiceoficjałowie (Pomocniczy wikariusze sądowi):
  - ks. Mariusz Auguścik
  - ks. Marek Górka
  - ks. Józef Kużaj
- Audytorzy
  - ks. Łukasz Radecki
  - ks. Wojciech Solik
  - ks. Paweł Czyrnik
  - ks. Łukasz Nocoń
- Promotor sprawiedliwości
  - ks. Łukasz Nocoń
- Sędziowie:
  - p. Aleksandra Brzemia-Bonarek
  - ks. Paweł Buchta
  - ks. Jan Buchta
  - ks. Paweł Czyrnik
  - ks. Andrzej Sacher
  - ks. Zbigniew Janczewski
  - ks. Łukasz Radecki
  - ks. Wojciech Solik
  - ks. Piotr Wenzel
  - ks. Andrzej Pastwa
  - ks. Łukasz Płaszewski
  - ks. Mariusz Auguścik
  - ks. Marek Górka
  - ks. Józef Kużaj
  - ks. Michał Palowski
  - ks. Paweł Rylski
- Obrońca węzła:
  - ks. Krzysztof Jurczyński
  - ks. Marcin Matonóg
  - ks. Szymon Badura
  - ks. Paweł Olszewski
  - ks. Rafał Oleksy
  - ks. Łukasz Piper
- Notariusze:
  - ks. Jakub Kania[8]
  - ks. Jakub Gojny
  - ks. Łukasz Nocoń
- Archiwistka:
  - s. M. Honorata Typańska AMBV
- Adwokaci:
  - Alicja Droździk-Makówka
  - Bolesław A. Dullek
  - Monika Gwóźdź
  - Elżbieta Tryba
  - Paweł Walkowski

## Zakony
Na terenie archidiecezji znajduje się siedem domów prowincjalnych, prawie wszystkie w Katowicach: franciszkanów, jadwiżanek, elżbietanek, służebniczek śląskich i niepokalanek. Boromeuszki mają dom prowincjalny w Mikołowie, a salwatorianki w Goczałkowicach Zdroju. W klasztorze w Katowicach Panewnikach ma swoją siedzibę Wyższe Seminarium Duchowne Braci Mniejszych. W Chorzowie Klimzowcu istnieje Franciszkańskie Centrum Młodzieżowo-Powołaniowe Trzej Towarzysze.

### Zakony męskie[20]
| - Bonifratrzy (OH, 4 zakonników) - Dominikanie (OP, 6 zakonników) - Franciszkanie (OFM, 6 domów zakonnych, 119 zakonników) - Kapucyni (OFMCap, 4 zakonników) - Karmelici Bosi (OCD) - Oblaci (OMI, 25 zakonników) | - Pijarzy (SP, 2 zakonników) - Saletyni (MS, 4 zakonników) - Salezjanie (SDB, 3 domy zakonne, 11 zakonników) - Salwatorianie (SDS, 5 domów zakonnych, 15 zakonników) - Werbiści (SVD, 8 zakonników) |

### Zakony żeńskie[22]
| - Boromeuszki (SMCB 23 domy zakonne) - Córki Bożej Miłości (FDC, 2 domy zakonne) - Dominikanki (CSSD) - Elżbietanki (CSSE, 10 domów zakonnych) - Elżbietanki cieszyńskie (OSE, 2 domy zakonne) - Felicjanki (CSSF, 2 domy zakonne) - Jadwiżanki (CSSH, 7 domów zakonnych) - Jadwiżanki Wawelskie (CHR, 1 dom) | - Karmelitanki Bose (OCD) - Karmelitanki Dzieciątka Jezus (CSCII, 2 domy zakonne) - Niepokalanki (SMI, 3 domy zakonne) - Misjonarki Miłości (MC) - Siostry Opatrzności Bożej (SDP, 2 domy zakonne) - Salezjanki (FMA, 3 domy zakonne) - Salwatorianki (SDS, 3 domy zakonne) | - Służebniczki (AM, 25 domów zakonnych) - Siostry De Notre Dame (SSND) - Szarytki (SM) - Siostry Szensztackie (ISSM) - Urszulanki (OSU) - Wizytki (VSM) |